# I solemnly swear
I solemnly swear es el 54to episodio de la serie de televisión norteamericana Gilmore Girls.

## Resumen del episodio
La manipuladora Francie hace caer a Rory en una trampa: le envía un papel anónimo para que ella le diga lugar y hora para reunirse; ya en el estacionamiento (lugar escogido por Rory), Francie le dice que no quiere seguir peleando y que quieren ser amigas, pero grande es la sorpresa de Rory cuando después Francie le enseña a Paris fotografías de la reunión que tuvo con Rory y miente diciendo que Rory quiso que se una para conspirar contra Paris. Ésta se enoja mucho con Rory, ya que además de supuestamente haberla traicionado, le contó a Francie de Jamie. Por otra parte, cuando Lorelai y Sookie deciden asistir a un curso sobre la apertura de negocios que resulta ser algo aburrido para ellas, Sookie se encuentra con un viejo amigo llamado Joe, que también asistía al curso con su socio Alex. Joe había esperado mucho por Sookie, aunque ella le dice que está casada; Alex llama a casa de Lorelai y le dice que quiere salir con ella. Y cuando Emily le dice a Lorelai que debe declarar a su favor en el caso que una ex mucama la ha demandado por despido injusto, Lorelai se ve obligada a hacerlo, aunque su declaración no satisfizo mucho a su madre.
- Datos: Q5907664